# Jorge Malú
Jorge Malú (Bula, 14 de Abril de 1962) é um político guineense que atuou como Presidente da Assembleia Nacional Popular da Guiné Bissau de 28 de janeiro de 2000 à 14 de Setembro de 2003 . Malú foi Ministro dos Negócios Estrangeiros, da Cooperação Internacional e das Comunidades em 2016.

## Biografia
Fez licenciatura em arquitetura no Instituto de Engenharia Civil de Odessa, República da Ucrânia, em 1987-1992. Vice-presidente do Partido da Renovação Social, deputado da Nação da X legislatura. Foi Presidente da Assembleia Nacional Popular, em 1999/2003. Foi vice-presidente da Comissão Organizadora da Conferência Nacional – Caminhos para Paz, Reconciliação e Desenvolvimento, em 2010/2011. Conselheiro do Presidente da Assembleia Nacional Popular para Assuntos Políticos e Parlamentares, em 2014/2016. Deputado e vice-presidente do Comité Interparlamentar de UEMOA-C.I.P. Foi ministro dos Negócios Estrangeiros, Cooperação Internacional e Comunidades, em 2016/2018 no executivo liderado por Umaro Sissoco Embaló. Atualmente exerce o cargo do Ministro dos Recursos Naturais e Energia.